# Le Jardin du presbytère de Nuenen au printemps
Le Jardin du presbytère de Nuenen au printemps (en néerlandais : De pastorie in Nuenen in het voorjaar) est une des premières peintures à l'huile du peintre postimpressionniste néerlandais Vincent van Gogh, réalisée en mai 1884, alors qu'il vivait avec ses parents à Nuenen, aux Pays-Bas. Van Gogh a réalisé plusieurs dessins et peintures à l'huile des jardins environnants, de la façade et du jardin du presbytère, dont son père était le pasteur.
Le tableau est conservé au musée de Groningue, dans la ville du même nom, depuis 1962. Il a été volé dans la nuit du 29 au 30 mars 2020,, alors qu'il avait été prêté pour une exposition au musée Singer Laren de Laren en Hollande-Septentrionale, aux Pays-Bas. Le tableau a été récupéré le 11 septembre 2023.

## Contexte
Van Gogh a vécu à La Haye avec Sien Hoornik (en), puis seul pendant quelques mois à Drenthe, dans le nord des Pays-Bas. Il part ensuite vivre, avec ses parents, dans le presbytère de l'église de culte réformé néerlandais, à Nuenen, près d'Eindhoven, en décembre 1883, où son père est pasteur et ils transforment la buanderie en atelier, pour lui, à l'arrière de la maison.
Il reste chez ses parents à Nuenen, pendant près de deux ans et réalise environ 200 dessins et peintures, dont sa première grande œuvre, Les Mangeurs de pommes de terre (1885). Il s'installe à Anvers en novembre 1885, puis à Paris en 1886.

## Description
À Nuenen, van Gogh documente le changement des saisons dans ses peintures du jardin de la paroisse, qui est entouré d'un haut mur de pierre et comprend une mare aux canards avec un quai pour les bateaux, des chemins et des haies, des parcelles de fleurs et de potagers et un verger.
Précédée d'une série de dessins hivernaux, cette peinture a probablement été réalisée en mai 1884.
Le tableau représente une vue du jardin avec un personnage féminin vêtu de noir, au premier plan. Au loin se trouvent les ruines de l'ancienne église, également représentées dans des œuvres telles que Le Clocher de l'ancienne église de Nuenen (en), avant sa démolition en 1885. Il utilise la palette sombre de verts et de bruns, typique des premières œuvres de Van Gogh, avec des touches de vert et de rouge, dans la peinture, indiquant que l'hiver est passé et que le printemps a commencé. Dans une lettre que Van Gogh a envoyée à Anthon van Rappard, en mars 1884, il mentionne le changement des saisons : « Je cherche aussi la couleur du jardin d'hiver. Mais c'est déjà un jardin de printemps - maintenant. Et c'est devenu quelque chose de complètement différent. ».
Le tableau est exceptionnellement large, mesurant 25 × 57 cm sans son cadre décoratif, dépassant le double carré. Van Gogh a peut-être travaillé à l'aide d'une fenêtre en perspective (un cadre en bois tendu de fils).
Selon Arthur Brand, expert d'art néerlandais, la valeur du tableau est estimée entre un et six millions d'euros.

## Vol demars 2020
Le tableau est volé au musée Singer Laren de Laren, dans la nuit du 29 au 30 mars 2020, jour de l'anniversaire de Van Gogh. L'institution du musée était alors fermée en raison de la pandémie de Covid-19 dans le pays. Le tableau avait été prêté par le musée de Groningue. 
L'identification par les caméras de vidéo-surveillance et les traces ADN amènent rapidement à l'arrestation d'un dénommé Niels M., déjà arrêté et condamné à 8 ans de prison pour le vol d'un autre tableau, principal suspect dans ce larcin. Au moment, de son arrestation, il n'était cependant pas ou plus en possession de la toile. En 2021, détective Arthur Brand apprend par un contact dans les milieux des trafiquants, photo à l'appui, que le tableau est en possession d'un gros trafiquant de cocaïne, Peter Roy K., condamné à 12 ans de prison pour ses activités et souhaitant échanger l’œuvre d'art avec les autorités contre une réduction de peine. Sa proposition étant rejetée, la trace du tableau est à nouveau perdue. Il semblerait qu'il soit passé par plusieurs personnes différentes, ayant toute souhaité s'en débarrasser rapidement lorsqu'elles se rendaient compte que Le Jardin attirait trop l'attention et risquait d'envoyer son possesseur en prison. 
Le tableau est récupéré le 11 septembre 2023 par le détective néerlandais Arthur Brand, auquel il est remis dans un sac IKEA bleu, recouvert de papier bulle et rangé dans une taie d'oreiller,. Le dernier détenteur du tableau aurait décidé de le restituer, n'ayant « rien à voir avec le vol » et la possession de l'œuvre lui ayant « causé énormément de soucis ». 
Le tableau a été restitué dans un état « endommagé mais restaurable », ayant subi des griffures. Il a ensuite été remis au directeur du musée de Groningue.

Autres exemples du jardin du presbytère de Nuenen dans l'œuvre de Van Gogh
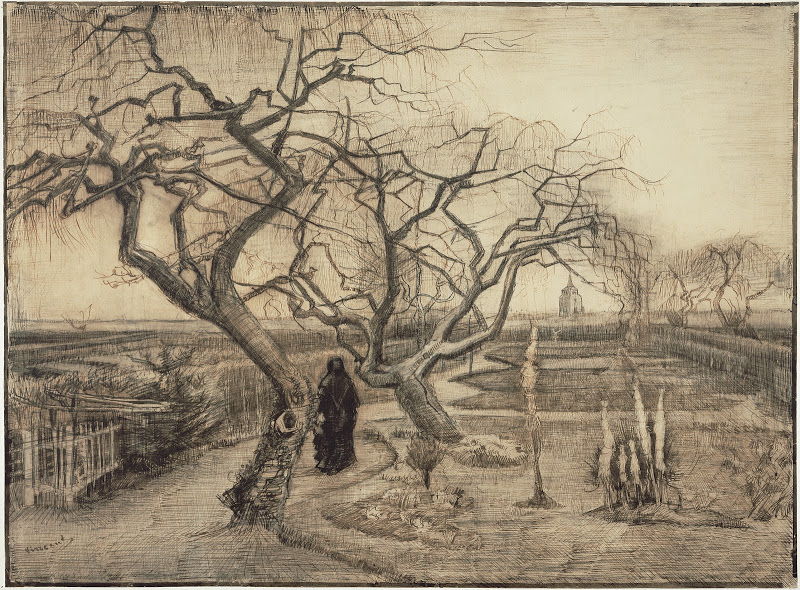
Jardin d'hiver, 1884, Amsterdam, musée Van-Gogh (F1128, JH466).
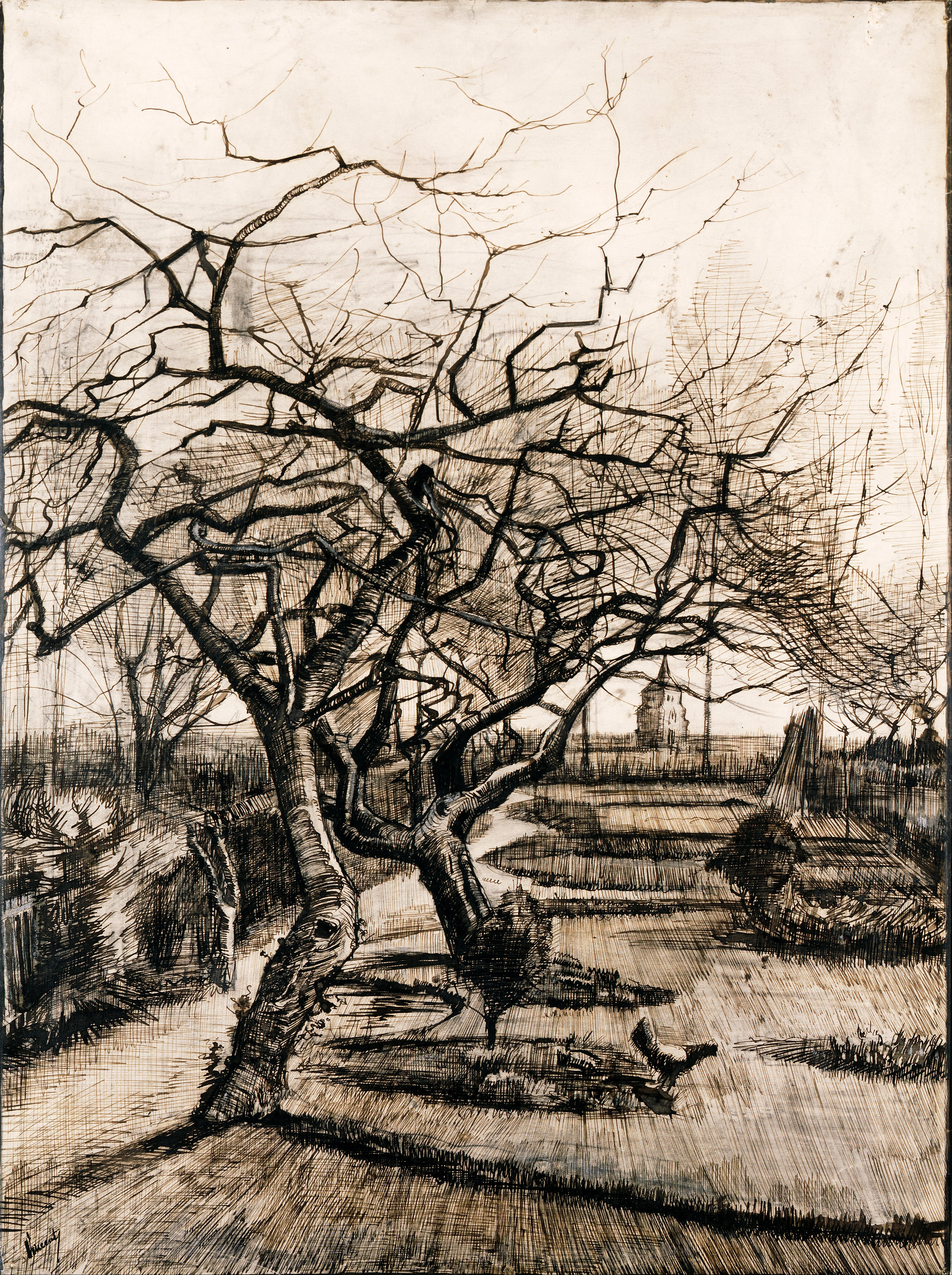
Le Jardin du presbytère de Nuenen en Hiver, 1884, musée des Beaux-Arts de Budapest (F1130, JH465).
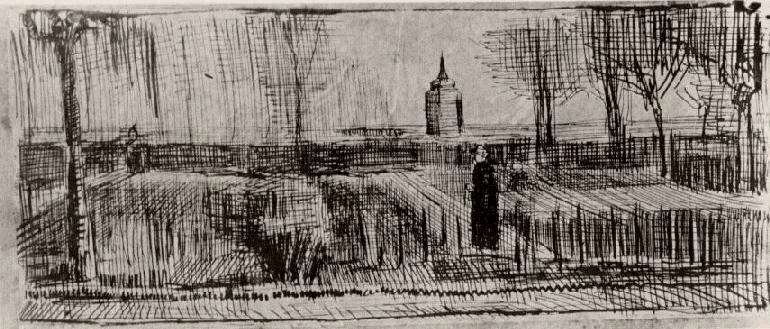
Jardin du presbytère, 1884, Zeist, Van Vlissingen Art Foundation (F1133).
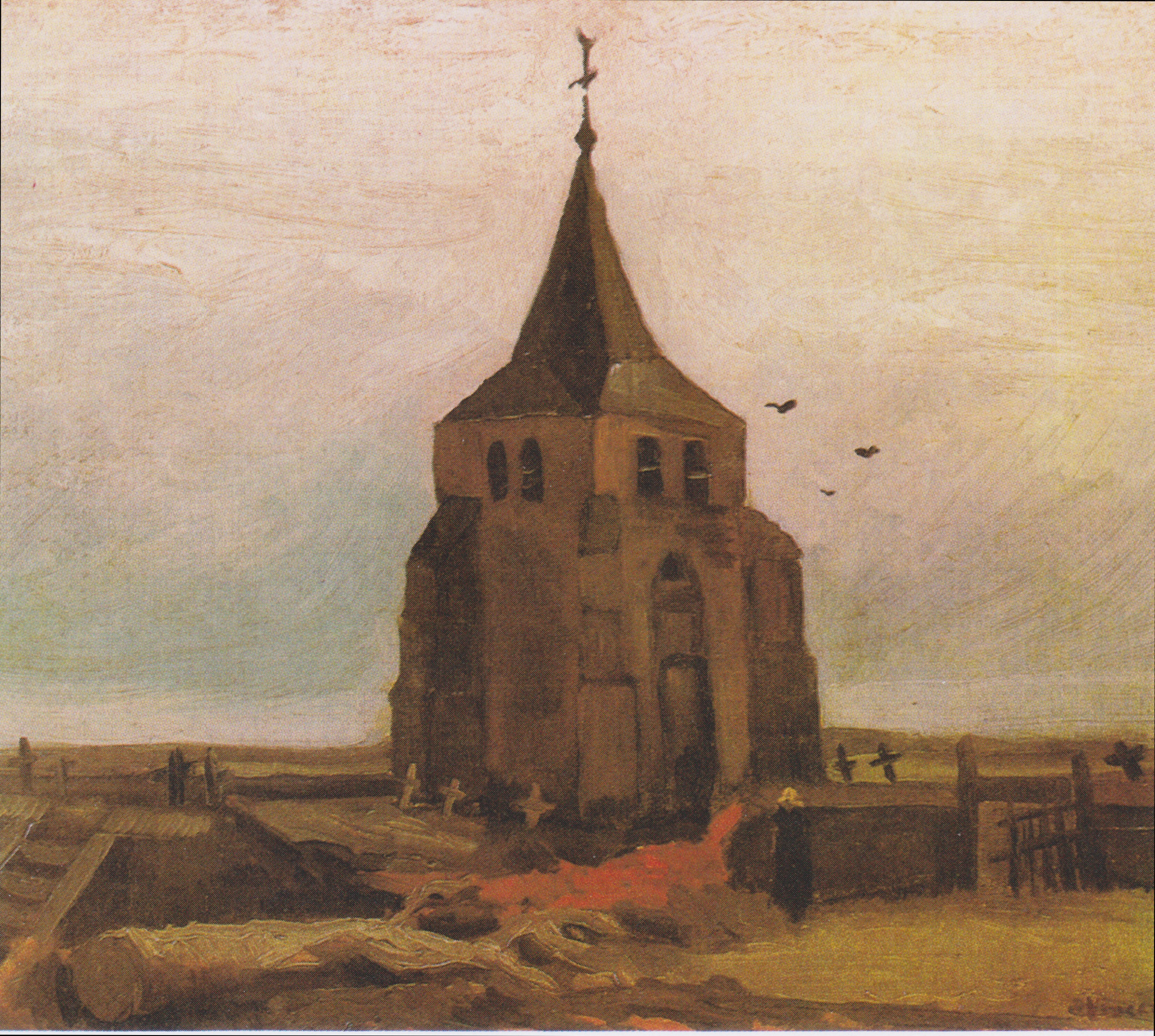
La Tour de la vieille église à Nuenen (en), 1884, Zürich, Fondation et Collection Emil G. Bührle (F88, JH490).
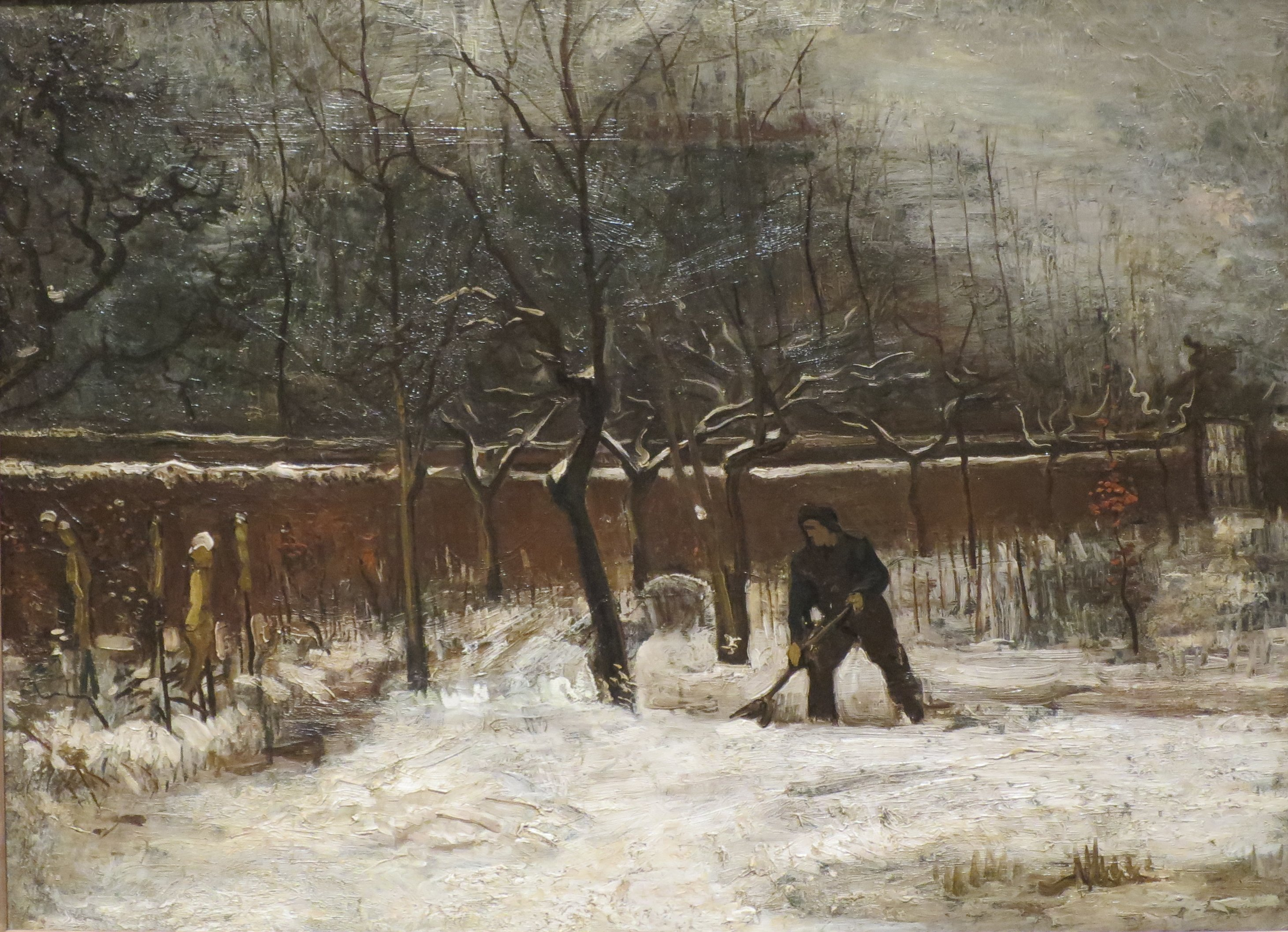
Le Jardin du presbytère de Nuenen dans la neige, 1885, Pasadena, Norton Simon Museum (F194, JH603).
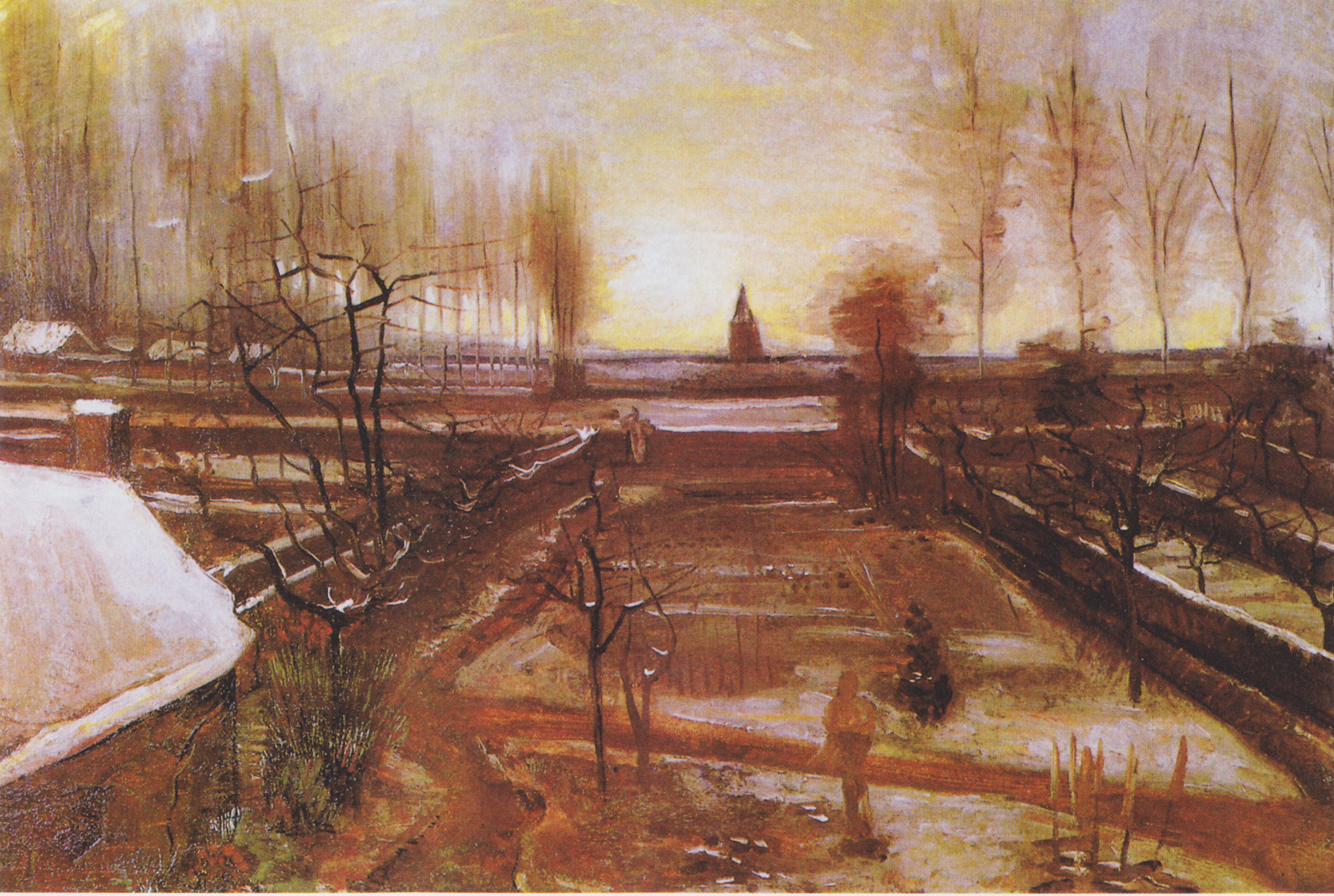
Le Jardin du presbytère de Nuenen dans la neige, 1885, Los Angeles, musée Hammer (F67, JH604).
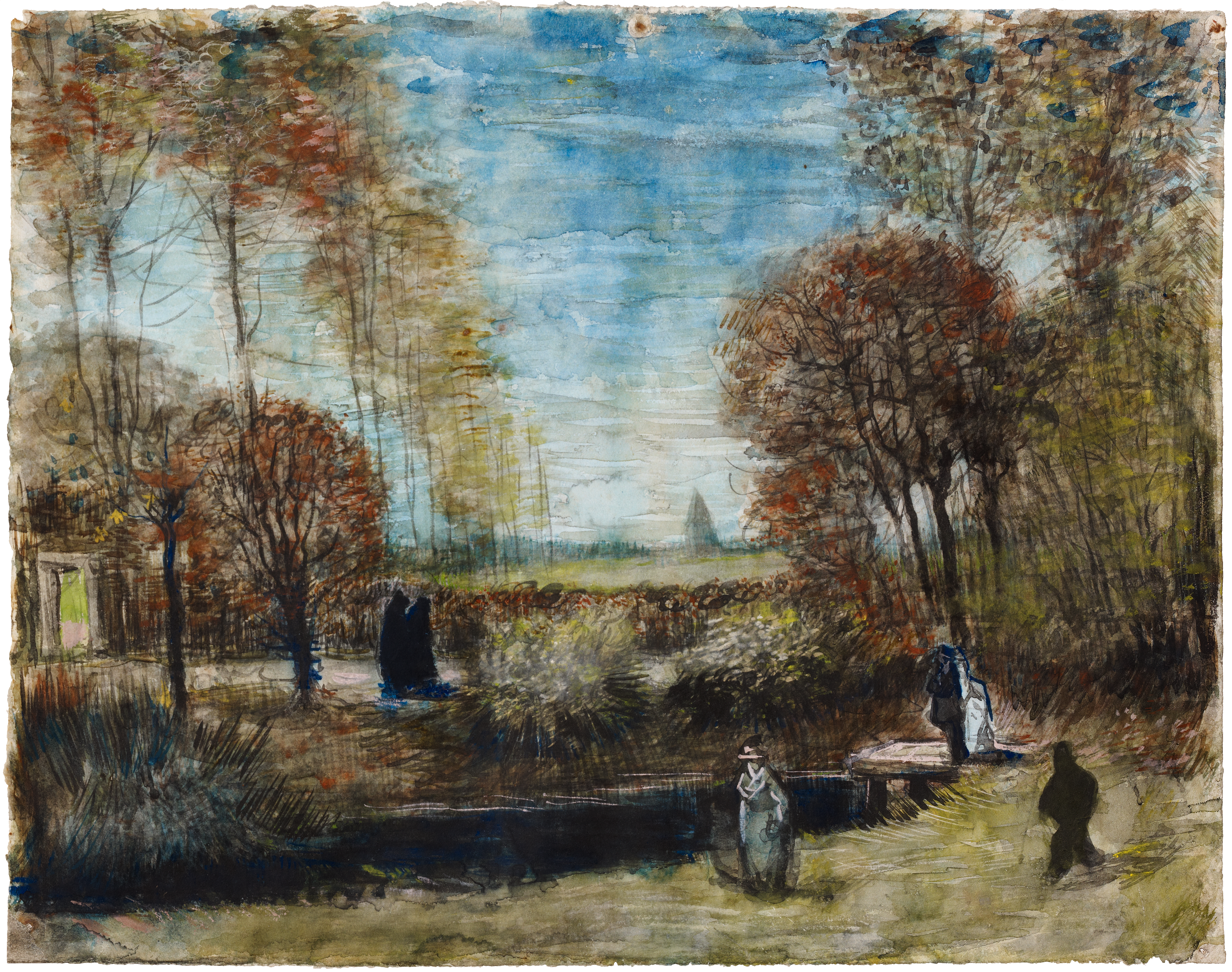
Le Jardin du presbytère de Nuenen, 1885, Bois-le-Duc, Noordbrabants Museum (en) (F1234, JH954).
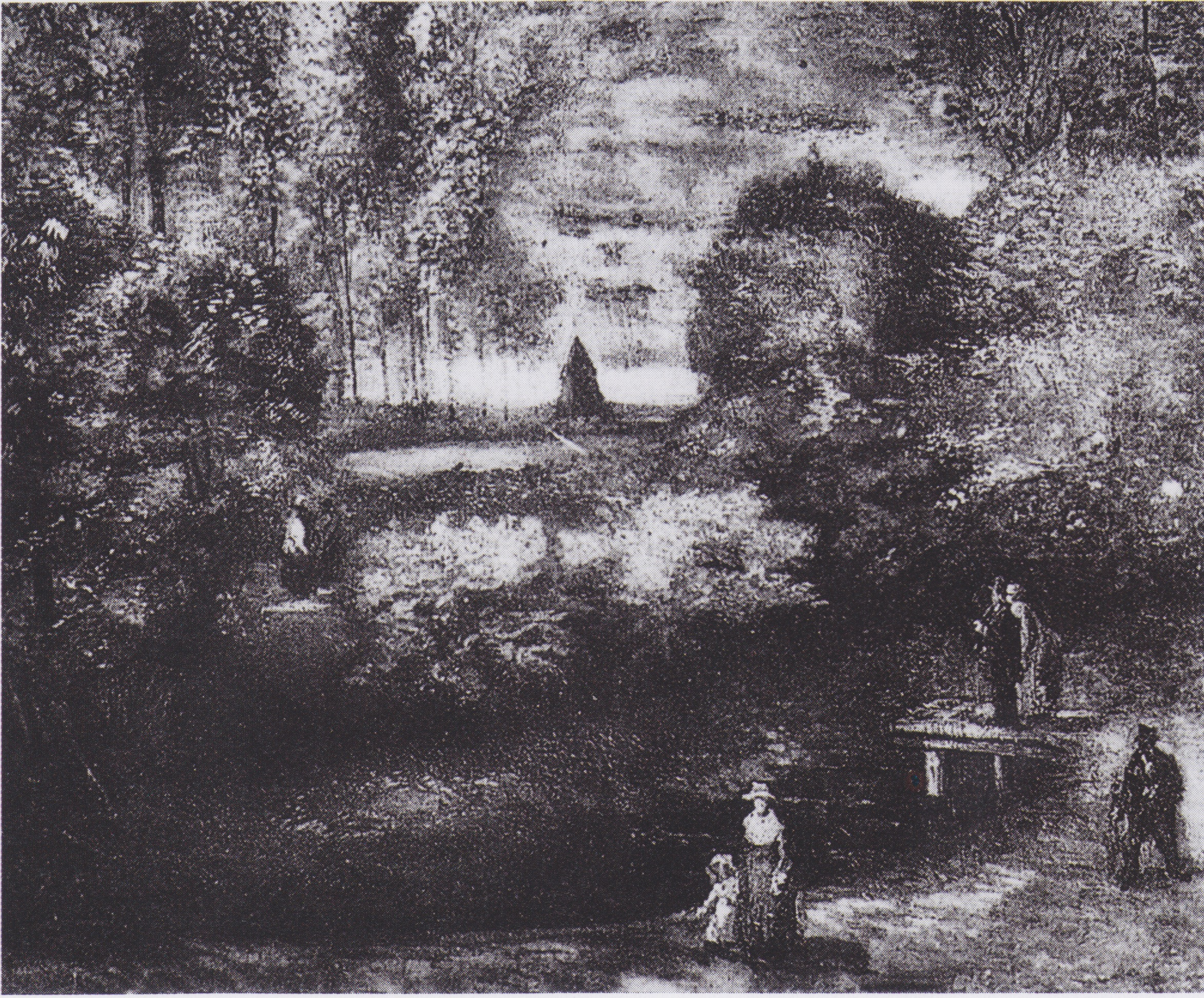
Le Jardin du presbytère de Nuenen avec l'étang et des personnages, 1885, œuvre disparue (F124, JH955).